# Sheila Levrant de Bretteville
Sheila Levrant de Bretteville (née en 1940) est une artiste, graphiste et professeur féministe américaine.
En 1990, elle devient la directrice du programme d'études supérieures de l'Université de Yale en design graphique et la première femme à être titularisée à la Yale University School of Art.

## Biographie

### Jeunesse et études
Sheila Levrant de Bretteville naît en 1940 à Brooklyn à New York. En 1959, elle sort diplômée du lycée Abraham Lincoln où elle a étudié le graphisme moderne avec Leon Friend,.
Sheila Levrant de Bretteville continue ses études au Barnard College et à l'Université de Yale. Elle reçoit tout le long de sa carrière des doctorats honorifiques du California Institute of the Arts (CalArts), du Moore College of Art et du California College of the Arts.

### Carrière
En 1971, Sheila Levrant de Bretteville fonde le premier programme de design pour femmes au California Institute of the Arts et, deux ans plus tard, elle fait partie des membres fondatrices du Woman's Building, un centre destiné à l'éducation et à la culture des femmes à Los Angeles. En 1973, elle crée le Women's Graphic Center et co-fonde le Feminist Studio Workshop (avec Judy Chicago et Arlene Raven), tous deux hébergés dans le Woman's Building.

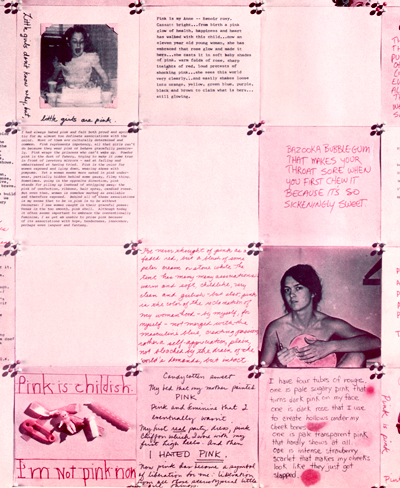
Affiche créée par Sheila Levrant de Bretteville en 1973

L'œuvre la plus connue de l'artiste est un collier constitué d'un anneau de levage sur une chaîne représentant « la force sans un poing » ainsi que le symbole biologique de la femme ; elle offre les premiers à Arlene Raven et Judy Chicago. Depuis, elle en a donné à d'autres femmes avec lesquelles elle partage sa vision de la création. Les membres du Feminist Studio Workshop de 1978-1979 ont également fabriqué 500 de ces colliers pour célébrer le 5e anniversaire du Woman's Building. Le groupe d'art féministe Sisters of Jam (Mikaela & Moa Krestesen) a réalisé l'installation Hello Sheila, qui présente un anneau de levage sur une chaîne, au Survival Kit Festival à Umeå en 2014.
En 1980, Sheila Levrant de Bretteville lance un programme de design graphisme à l'Otis College of Art and Design.
Elle s'intéresse depuis toujours aux formes d'art communautaires, qu'elle croit être une composante essentielle du mouvement artistique féministe aux États-Unis. En 1973, elle crée Pink, une planche destinée à explorer les notions de genre associées à la couleur rose, pour une exposition de l'American Institute of Graphic Arts sur la couleur. Plusieurs femmes, dont beaucoup issues de l'atelier féministe du studio, ont soumis des contributions explorant leur association avec cette couleur. Sheila Levrant de Bretteville a composé les carrés de papier pour former une courtepointe à partir de laquelle des affiches sont imprimées et diffusées dans tout Los Angeles. À la suite de cette œuvre, Sheila Levrant de Bretteville est surnommée Pinky.
Elle a beaucoup travaillé dans le domaine de l'art public en réalisant des œuvres in situ. L'une de ses pièces les plus connues est Biddy Mason's Place: A Passage of Time, un mur de béton de 25 mètres avec des objets intégrés dans le centre-ville de Los Angeles qui raconte l'histoire de Biddy Mason, une ancienne esclave devenue sage-femme. Dans Path of Stars, achevé en 1994 dans un quartier de New Haven, l'artiste documente la vie de la population locale avec 21 étoiles de granit installées sur le trottoir.
Elle a été interviewée pour le film Women Art Revolution (en).

## Distinctions
Sheila Levrant de Bretteville reçoit de nombreuses distinctions : le prix Grandmaster 2009 de la part du New York Art Directors Club et plusieurs prix de l'American Institute of Graphic Arts, dont une « Design Legend Gold Medal » en 2004 et un « Best Public Artwork » en 2005 par l'organisation Americans for the Arts.